# Horst Schönau
Pour les articles homonymes, voir Schönau.
Horst Schönau, né le 2 avril 1949 à Waltershausen, est un bobeur est-allemand notamment médaillé de bronze olympique en 1980.

## Biographie
Aux Jeux d'hiver de 1980, organisés à Lake Placid aux États-Unis, Horst Schönau est médaillé de bronze en bob à quatre avec Roland Wetzig, Detlef Richter et Andreas Kirchner. Pendant sa carrière, il gagne également trois médailles aux championnats du monde : l'or en 1978 en bob à quatre ainsi que l'argent en 1981 et le bronze en 1982 en bob à deux.

## Palmarès

### Jeux Olympiques
- : médaillé de bronze en bob à 2 aux JO 1980.

### Championnats monde
- : médaillé d'or en bob à 4 aux championnats monde de 1978.
- : médaillé d'argent en bob à 2 aux championnats monde de 1981.
- : médaillé de bronze en bob à 2 aux championnats monde de 1982.